# Impulso premonitório
Um impulso premonitório é um fenômeno sensorial associado à síndrome de Tourette e outros transtornos de tiques. Os impulsos premonitórios são "sentimentos ou sensações desconfortáveis que precedem os tiques que geralmente são aliviados por [um determinado] movimento".
"Indivíduos com tiques podem ter uma sensação generalizada ou localizada de tensão que é aliviada pelo movimento, [que é] o tique." Os fenômenos sensoriais nos transtornos de tiques incluem sensações corporais, impulsos mentais e uma sensação de tensão interna, sentimentos de incompletude e a necessidade de que as coisas estejam "corretas". As sensações corporais incluem sensações corporais focais ou generalizadas (geralmente táteis, musculoesqueléticas/viscerais ou ambas); as sensações mentais incluem apenas impulso, liberação de energia (energia mental que se acumula e precisa ser descarregada), incompletude e percepções corretas. Descrições publicadas dos tiques da síndrome de Tourette identificam os fenômenos sensoriais como o sintoma central da síndrome de Tourette, embora não estejam incluídos nos critérios diagnósticos.
Em contraste com os movimentos estereotipados de outros distúrbios do movimento, como coreias, distonias, mioclonias e discinesias, os tiques de Tourette são temporariamente suprimidos e precedidos por esse impulso premonitório. Imediatamente antes do início do tique, a maioria dos indivíduos com síndrome de Tourette está ciente de um impulso,  que é semelhante à necessidade de espirrar ou coçar. Os indivíduos descrevem a necessidade de tiques como o acúmulo de tensão em um determinado local anatômico, que eles conscientemente escolhem liberar, como se o sujeito "tivesse que fazê-lo".  Exemplos do impulso premonitório são a sensação de ter algo na garganta, ou um desconforto localizado nos ombros, levando à necessidade de limpar a garganta ou encolher os ombros. O tique real pode ser sentido como aliviando essa tensão ou sensação, semelhante a coçar uma coceira. Outro exemplo é piscar para aliviar uma sensação desconfortável no olho.
A presença de fenômenos sensoriais diferencia indivíduos com síndrome de Tourette mais transtorno obsessivo-compulsivo (TOC) de indivíduos com TOC isolado, e pode ser uma medida importante para agrupar pacientes ao longo do espectro do transtorno de TOC-Tourette.